# リュドミーラ・カラチキナ
リュドミーラ・ゲオルギイヴナ・カラチキナ（ウクライナ語: Людмила Георгіївна Карачкіна、1948年9月3日 - ）は、ウクライナ、ソビエト連邦の天文学者である。彼女は1973年からクリミア天体物理天文台で働き、アモール群のリアプノフやトロヤ群のマカーオーン等、130個の小惑星を発見した。2004年にオデッサ大学で天文学の博士号を取得した。
マーシャとレナタという2人の娘がいる。